# دونيا سلابنيكا
دونيا سلابنيكا (السيريلية : Доња Слапница) هي قرية في البوسنة والهرسك. وهي تقع في بلدية فليكا كلادوشا التابعة لكانتون يونا-سانا في اتحاد البوسنة والهرسك. طبقا لنتائج التعداد السكاني للبوسنة عام 2013، فقد كان عدد سكانها 504 نسمة.

## التركيبة السكانية

### التطور التاريخي للسكان
| 1961 | 1971 | 1981 | 1991 | 2013 |
| ---- | ---- | ---- | ---- | ---- |
| 393  | 495  | 581  | 549  | 504  |

## وصلات خارجية
- (بالإنجليزية) Maplandia